# Стефан Стефановић
Стефан Стефановић (Нови Сад, 1807 — 1828) био је српски књижевник. Живео је и стварао у Новом Саду и Пешти (у којој је студирао право и математику тј. технику). Током свог кратког живота написао је неколико ода, а његово најзначајније дело је трагедија „смрт Уроша V“ која је рађена по историјским мотивима и народној традицији везаној за последњег српског цара Уроша (1355 — 1371) и коју је он написао са свега осамнаест или деветнаест година. Његово дело се сматра првом оригиналном српском историјском драмом у модерном смислу те речи и једном од најбољих из тог жанра. Он се залагао и подржавао Вукову језичку реформу, о чему сведочи и једна његова ода посвећена управо Вуку која је штампана новим правописом у „Летопису“ који је тада уређивао Стефанов професор Георгије Магарашевић. Умро је крајем 1826. године од туберкулозе у Новом Саду.

## Живот
У разним делима наводе се три године могућег рођења: 1805, 1806. и 1807, и четири могуће године смрти: 1826, 1827, 1828. и 1829. На спомен-обележју у порти Успенске цркве у Новом Сади наводи се 1807. као година рођења и 1828. као година смрти. Стефан се родио највероватније 1805. године у Новом Саду, као најстарији син кабаничара који је живео у некадашњој Хлебарској улици (данашња Милетићева улица бр. 23). У родном граду је завршио основну школу и првих шест разреда гимназије, после чега је наставио образовање у Пешти на смеру филозофије. После тога је уписао студије права у Јегру, која је након годину дана наставио у Пешти. Он се око 1826. године после завршених или прекинутих студија права, упустио у студирање технике односно за инжењерства о чему сведочи његово писмо Адаму Драгосављевићу из те године, које му је упућено као слушатељу математичском, док он сам наводи да је инџинир. Он је током јесени 1825. године учествовао у постављању његове драме „смрт Уроша V“ у којој је и сам глумио лик Краљевића Марка. После тога он се вратио у Пешту и наставио студије, да би се крајем 1826. године вратио у Нови Сад и као страствени пушач преминуо од туберкулозе. Сахрањен је у породичној гробници са леве стране Светоуспењске цркве у Новом Саду, а на његово гробно место је 1895. године Матица српска поставила плочу у његову част.

## Књижевни рад
Као књижевник, он је стварао по узору на Лукијана Мушицког, али је био заговорник Вукове језичке реформе. У доба када је он студирао у Пешти, у њој су студирали и Јован Хаџић, Јован Стерија Поповић, Јован Рајић Млађи, Лазар Лазаревић, Тодор Павловић, Константин Пејчић и Људевит Гај, а у гимназији су му професори били Павле Шафарик и Ђорђе Магарашевић. Он је поред свог главног дела, написао неколико ода које су објављене у тадашњим часописима. Поред тога он се у својим писмима крајње критички осврнуо и на тадашње стање у српској књижевности. У време своје смрти, Стефановић је радио на новој историјској драми под именом „Стефан Дечански“, чији је рукопис касније изгубљен.
Написао је шест песама у античким формама.

### Смрт Уроша V
Смрт Уроша V је историјска трагедија коју је 1825. године написао Стефан Стефановић и која се сматра првом оригиналном српском историјском драмом у модерном смислу те речи и једном од најбољих из тог жанра. Базирана је на мотиву из народне традиције о томе да је последњег српског цара Уроша (1355 — 1371) убио његов некадашњи сарадник Вукашин Мрњавчевић (1365 — 1371) кога је Урош претходно уздигао на ранг свог савладара дајући му титулу краља и препуштајући му владавину државом. Он је додатно разрађен приказом историјског сукоба међу властелом, али и Душановим (краљ 1331 — 1346, цар 1346 — 1355) грехом (убиством свог оца Стефана Дечанског (1322 — 1331)у Звечану 1331. године) због којег његова душа нема мира и због кога је последњег Немањића стигла божија казна у лику Вукашина који преузима власт и жели да затре светородну династију Немањића.
У драми се појављује читав низ како епских личности, тако и историјских личности којима се махом придаје карактер из српске народне поезије. Тако се рецимо супруга Душана Силног и српска царица Јелена у драми назива Роксандром по узору на Душанову супругу из народне епске песме „Женидба Душанова“. У самом тексту се осећају утицаји Шилера и Шекспира, али су они више само узори, за разлику од Стерије и Лазе Костића код којих је Шекспиров утицај много већи и директнији. Једна од замерки које се могу ставити на рачун драме је преопширност неких делова, тако да би се драма могла скратити за скоро половину укупне дужине, али при томе нема потребе за брисањем било које сцене, пошто се оне сасвим логично прате и допуњују и неопходне су за нормалан ток радње.
Трагедија је подељена у пет чинова, мада је можда на почетку имала свега четири. Иако је доживела значајан успех током првих извођења у јесен 1825. године, штампана је први пут тек 1841. године у Пешти, због чега је пала у заборав, пошто је за то време Стерија објавио нека од својих дела. Један од разлога за овако касно њено штампање могао би се наћи и у Стефановој прераној смрти 1826. године, али и у сукобу са клерикалним митрополитом Стефаном Стратимировићем (1790 — 1836) који је због неких споредних сцена за које је оцењено да руше углед цркве и њених службеника планирао да спали оригинални рукопис, а касније је успео да привремено спречи њено извођење.

## Наслеђе
Српско народно позориште и Народно позориште обележили су стогодишњицу смрти Стефановића.
Божидар Ковачевић сматра да би Стефановић да није умро млад за спрску драму значио колико и Стерија за комедију.
Јован Деретић кракто спомиње Стефановића у Историји српске књижевности у којој наводи да је највише обећавао и да су му и песме и трагедија написане добрим народним језим, док за његову драму каже да је једна од најбољих српских трагедија XIX века.
Властимир Ерчић у књизи Историјска драма у Срба од 1736. до 1860. наводи да је Смрт Уроша V конципирана по узору на најбоља остварења у области и сматра да је Стефановићева драма истовремено уметничка и национална.
Смрт Уроша V друго је сматрана најуспелијом српском драмом са тематиком историје Србије.